# Iolu Abil

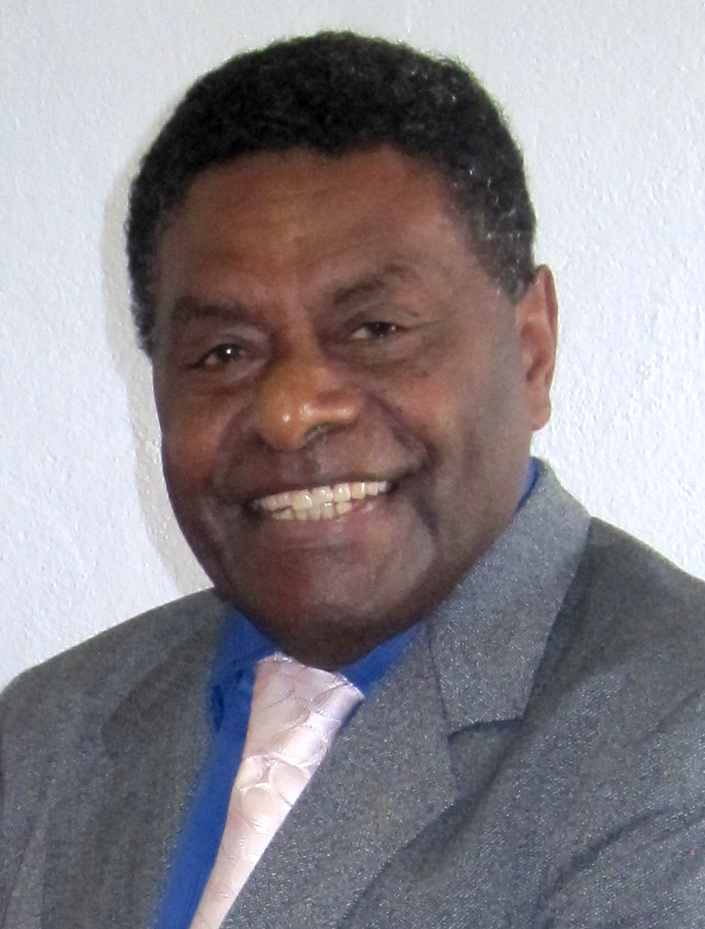
Iolu Abil (2010)

Iolu Johnson Abil (* 1942 in Lauaneai auf Tanna) ist ein vanuatuischer Politiker und ehemaliger Präsident der Republik Vanuatu. 
Iolu Abil, auch Iolu Abbil, arbeitete ab 1964 für die britische Kolonialverwaltung. Nachdem Vanuatu 1980 in die Unabhängigkeit entlassen worden war, war er von 1980 bis 1984 Minister (Ministry of Lands). Später ging er in die Privatwirtschaft. 
Am 2. September 2009 wurde er von einem Wahlmännergremium, bestehend aus den 52 Abgeordneten des Parlaments und den 6 Präsidenten der Provinzparlamente, im dritten Wahlgang als Nachfolger von Kalkot Mataskelekele zum Präsidenten gewählt und am selben Tag in seinem Amt vereidigt. Dieses Amt hatte er bis zum 2. September 2014 inne, bevor er durch den Interimspräsidenten Philip Boedoro und den seit 22. September 2014 amtierenden Präsidenten Baldwin Lonsdale abgelöst wurde.